# 达西·希尼
达西·希尼（英語：Darcy Heeney，1916年4月22日—1941年12月19日），新西兰男子拳击运动员。他曾代表新西兰参加1938年大英帝国运动会拳击比赛，获得男子69公斤以下级银牌。